# Bradné
Bradné (německy Broden) je malá vesnice, část městyse Čachrov v okrese Klatovy v Plzeňském kraji. Nachází se asi jeden kilometr jihozápadně od Čachrova. Je zde evidováno 18 adres. V roce 2011 zde trvale žilo 13 obyvatel.
Bradné je také název katastrálního území o rozloze 2,11 km².

## Historie
První písemná zmínka o vesnici pochází z roku 1555.

## Obyvatelstvo
| Rok            | 1869 | 1880 | 1890 | 1900 | 1910 | 1921 | 1930 | 1950 | 1961 | 1970 | 1980 | 1991 | 2001 | 2011 | 2021 |
| -------------- | ---- | ---- | ---- | ---- | ---- | ---- | ---- | ---- | ---- | ---- | ---- | ---- | ---- | ---- | ---- |
| Počet obyvatel | 89   | 115  | 96   | 96   | 107  | 89   | 96   | 40   | 40   | 28   | 22   | 19   | 18   | 13   | 18   |
| Počet domů     | 14   | 16   | 14   | 15   | 15   | 15   | 15   | 19   | 19   | 10   | 9    | 9    | 10   | 8    | 9    |

## Obecní správa
Při sčítání lidu v letech 1850–1963 Bradné bylo osadou obce Jesení v okrese Klatovy. Od roku 1964 je částí městyse Čachrov v okrese Klatovy.